# Río Kolimá
El río Kolimá (del ruso: Река Колымá) es uno de los grandes ríos de Rusia, localizado en el extremo noreste de Siberia y que desagua en el golfo del Kolymá, un tramo de costa en la parte central del mar de Siberia Oriental. Tiene 2513 km de longitud y desagua una cuenca de 679 934 km².
Administrativamente, el río discurre por la república de Sajá y el óblast de Magadán, aunque su cuenca comprende también partes del distrito autónomo de Chukotka.
Durante unos ocho meses al año, el río Kolimá está congelado a varios metros de profundidad. Pero cada mes de junio, el río se descongela y arrastra grandes cantidades de sedimentos en suspensión y materia orgánica hacia el océano Ártico. Esa oleada de aguas frescas, cargadas de tierra, tiñe de marrón oscuro y negro el golfo de Kolymá.

## Etimología
Una opinión sobre el origen del hidrónimo Kolimá del norte de Yukag es que kulumaa significa "río", pero la etimología de esta palabra no está clara y puede ser tomada prestada de un lenguaje de sustrato desconocido.
El investigador de la historia de la exploración del Ártico, S.V. Popov, en su libro "Nombres marinos de Yakutia", considera que el hidrónimo se deriva de la palabra Evenki kulu, de etimología desconocida. El vocablo chukchi Ekulumen y el ruso kolyma se derivan de esta palabra.
En el idioma protourálico kal(e)ma (compárese con el finlandés kuolema ; mar. kolymash ) significa “muerte” o “tumba”. Los evens, por cuyo territorio de asentamiento discurre el río, lo llamaron Kulu; ahora el nombre Kulu se conserva sólo para el componente derecho de Kolimá. Evenskoe kula (pendiente de la orilla del río orientada al norte; vertiente norte), que difícilmente podría dar nombre a un gran río. Es posible que el nombre Evens haya sido tomado prestado del vocablo Koryak -Chukot kuul (río profundo), que es más convincente. El explorador Mikhail Stadukhin en un informe de 1643 lo menciona como el río Kovaya, más tarde Kolyma. No se ha establecido la conexión etimológica entre Kullu y Kolyma.

## Geografía

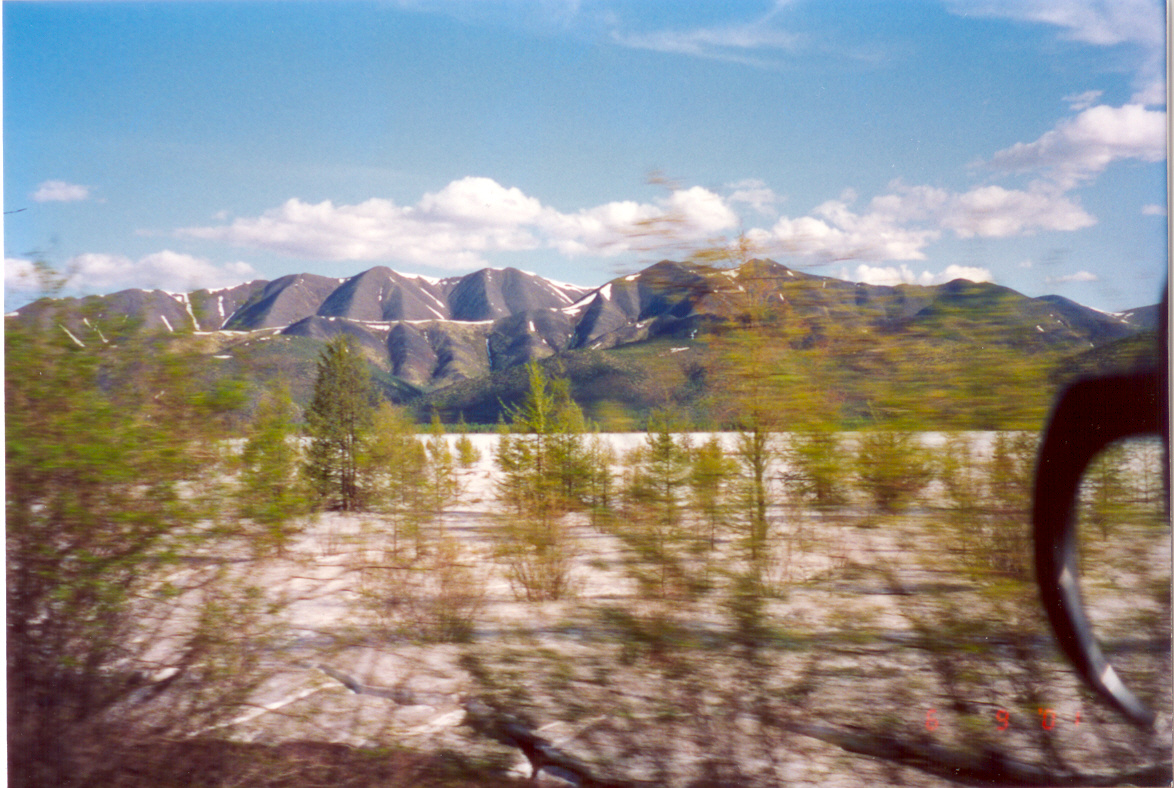
El Kolymá bajo una gruesa capa de hielo

El río Kolimá tiene 2513 km de longitud y desagua una cuenca de 679 934 km², lo que lo convierte en el sexto río más largo de Rusia —tras el Yeniséi, Lena, Obi, Amur y Volga— y entre los 40 más largos del mundo. Posee 275 afluentes de más de 10 km de largo. La anchura media del río es de 150-170 m, con una profundidad media de 6 m y un desplazamiento medio de 10 km/h. Su caudal al desaguar es de 4.060 m³/s.
El Kolimá es el río más largo que drena Siberia oriental hacia el océano Ártico, atravesando una parte del Ártico alto que no ha sufrido glaciación pleistocénica de tierras bajas. Los tramos superiores de este sistema fluvial empezaron a desarrollarse en el Cretácico, cuando se formó la principal divisoria de drenaje entre el mar de Okhotsk y el océano Ártico. A lo largo del Cenozoico se ha producido un levantamiento de la superficie de esta región, superpuesto en algunas localidades a movimientos verticales de la corteza causados por fallas activas. Sin embargo, la incisión y la agradación forzadas por el clima han sido los factores más importantes que han afectado a la disposición de los sedimentos fluviales. La incisión se ha producido durante episodios secos dentro de los ciclos climáticos cuaternarios, con acumulación durante intervalos húmedos tanto en etapas cálidas como frías. La evolución del Bajo Kolyma también se ha visto afectada por la deformación de la corteza terrestre relacionada con la apertura cenozoica de la cuenca del Océano Ártico y el hundimiento del margen continental pasivo asociado. Las fallas y las fluctuaciones del nivel del mar han provocado repetidos ajustes y reorientaciones hacia el este del sistema de canales del bajo Kolyma. El actual Bajo Kolimá es, por tanto, mucho más joven que sus principales afluentes de la margen derecha. No se conectó con el Alto y el Medio Kolyma hasta el Pleistoceno temprano/medio; de hecho, su forma actual no se desarrolló hasta finales del Pleistoceno tardío.
Las ciudades más pobladas a lo largo del río son Seimchán, Zyryanka, Srednekolymsk (3.652 hab. en 2006) y Chersky. 

### Curso del río
El río Kolimá nace en el macizo de Kolymá, una cordillera y región aurífera situada en Magadán. Comienza fluyendo en dirección sudeste, para emprender dirección nordeste al final de los montes Cherski. A continuación, toma dirección noroeste, atravesando las llanuras pantanosas de la Siberia Oriental, a lo largo de la meseta Janska, para volver a girar al noreste. Al oeste del macizo de Anjui, el río discurre por la llanura de Kolymá y da lugar a un delta de 150 km de ancho y 100 km de largo; el brazo principal forma en él un estuario de una longitud equivalente. 
Se construyó una presa en el río Kolimá en la época de los campos de trabajo del Gulag, aguas arriba de la ciudad de Debin, cuando la carretera de Magadán a Ust-Nera (la pista de Kolymá) cruza el río en uno de los dos puentes existentes en su camino. El segundo puente se encuentra cerca de la ciudad de Ust-Srednekán e incluye un puerto especialmente diseñado para el transporte de carbón extraído en la región. A partir de aquí, el Kolimá es navegable.

### Importancia
El río Kolimá está bordeado en su mayoría por taiga, que se convierte cerca de la costa en tundra. En esta región, una de las zonas habitadas más frías de la Tierra, el permafrost y la pequeña cantidad de agua en el suelo no permiten crecer a los árboles: es el reino de musgos, líquenes, arbustos y helechos. 
Este río es el hábitat del lucio, la perca, el salmón y el Tímalo americano (Thymallus arcticus). En tierra, se encuentran alces, osos, borregos cimarrones, renos salvajes, grullas blancas y grises y otras muchas clases de pájaros poco comunes.
En las proximidades del río se ha encontrado permafrost rico en carbono tan antiguo como el Pleistoceno. Conocido localmente como yedoma, este permafrost contiene grandes concentraciones de materia orgánica. La degradación del permafrost causada por el cambio climático podría exponer más materia orgánica antigua al sistema fluvial.

### Navegación
El río se encuentra congelado, hasta varios metros de profundidad, de octubre a junio, período durante el que el mar Ártico también suele estar congelado. El río helado se convierte en la principal carretera en la región. Cuando las aguas quedan libres, 2.000 km de río pueden ser utilizados para el tráfico fluvial. 

### Afluentes
Los afluentes más importantes y de mayor longitud del río Kolimá son los siguientes, yendo desde la boca a fuentes:
- río Anyuy (Анюй), por la derecha, un corto río de solamente 8 km formado por la confluencia de dos grandes ríos, el gran y el pequeño Anyuy:

- río Bolshói Anyuy, con una longitud de 693 km y una cuenca de 57.200 km²;
- río Maly Anyuy, con una longitud de 738 km y una cuenca de 49.800 km².

- río Omolón (Омолон), por la derecha, el principal de sus afluentes, con una longitud de 1.114 km y una gran cuenca de 113.600 km²;
- río Beriózovka (Берёзовка), por la derecha, con una longitud de 517 km y una cuenca de 24.800 km²;
- río Sededema (Седедема), por la izquierda, con una longitud de 567 km y una cuenca de 18.500 km²;
- río Ozhóguina (Ожогина), por la izquierda, con una longitud de 523 km y una cuenca de 24.300 km²;
- río Zyryanka (Зырянка), por la izquierda, con una longitud de 299 km y una cuenca de 7.310 km²;
- río Yasáchnaya (Ясачная), por la izquierda, con una longitud de 490 km y una cuenca de 35.900 km²;
- río Popovka (Поповка), por la izquierda, con una longitud de 356 km y una cuenca de 8.350 km²;
- río Korkodón (Коркодон), por la derecha, con una longitud de 476 km y una cuenca de 42.800 km²;
- río Sugói (Сугой), por la derecha, con una longitud de 347 km y una cuenca de 26.100 km²;
- Balygychán (Балыгычан), por la derecha, con una longitud de 400 km y una cuenca de 17.600 km²;
- río Bujunda (Буюнда), por la derecha, con una longitud de 434 km y una cuenca de 24.800 km²;
- río Kulú (Кулу), la fuente derecha, con una longitud de 384 km (incluido el pequeño río Kenelichi, Кеньеличи);
- río Ayán-Yuryaj (Аян-Юрях), la fuente izquierda, con una longitud de 237 km y una cuenca de 24.100 km²;

Otros afluentes son, por la izquierda, los ríos Taskán (Таскан) y Seimchán (Сеймчан); y por la derecha, los ríos Bajapcha (Бахапча) (291 km) y Kámenka (Каменка).

## Historia
En 1640, Dimitrij Zirijan (llamado Jarilo o Jerilo) viajó a Indigirka. En 1641, navegó por el río Indigirka, y se quedó en su nacimiento y en el río Alazeya. Ovde su chuli za Kolimá y prvi put su sredili s Chukchima. En 1643, se volvió hacia Indigirka, envió su jasak (danak) a Yakutsk y se volvió hacia Alazeya. En 1645, fue enviado al Lena, donde fue nombrado para el cargo de bailiff (administrador de tierras) de Kolime. Fue devuelto a la fuente y condecorado en 1646. En el invierno de 1641-42 Mikhail Stadukhin je en el pratњy Semjon Dezhњov fue otishao kopnom a la montaña Indigirke. Allí pasó el invierno siguiente, dirigió la chamce y navegó por el Indigirka y a la fuente a Alazeje, donde se alojaba Zirijan. Zirijan y Dezhњov se quedaron en Alazeja, mientras que Stadukhin se quedó en la fuente, llegando a Kolimu en el verano de 1644. Construyeron una casa de invierno en Srednekolimsk, y regresaron a Jakutsk en el verano de 1645.
En el período 1892-1894, el barón Eduard Von Toll llevó a cabo investigaciones geológicas en la cuenca de Kolimá (entre otros ríos del extremo este de Siberia) en nombre de la Academia de Ciencias de Rusia. Durante un año y dos días la expedición recorrió 25000 km, de los cuales 4200 km fueron a lo largo de ríos, En 1892-94, el barón Eduard Toll llevó a cabo estudios geológicos en la cuenca del Kolimá (entre otros ríos de la lejana Siberia Oriental), en nombre de la Academia de Ciencias de Rusia. Durante un año y dos días, la expedición cubrió 25 000 km, de los cuales 4200 km fueron por río, llevando a cabo estudios geodésicos en la campaña. La cuenca hidrográfica del Kolimá es una de las zonas geológicas con permafrost a la vista más antiguos del planeta.
La desembocadura del río fue estudiada en profundidad en 1909, en una expedición científica en el mar de Siberia Oriental dirigida por Gueorgui Sedov.
Desgraciadamente, la cuenca del Kolimá es más conocida por las minas de oro y los campos de trabajos forzados gulags que estuvieron activos hasta 1956. Ambos han sido extensamente documentados desde la apertura de los archivos de la era soviética de Stalin. El río da su título a la famosa antología sobre la vida en los campos de gulag escrita por Varlam Shalámov, Relatos de Kolymá. 
Después que los campos fueron cerrados, las subvenciones estatales, las industrias locales y las comunicaciones han quedado reducidas a casi nada.  Muchas personas emigraron, pero los que han permanecido en esa región, viven de la caza y de la pesca. En la población de Malim Ribar, la pesca se almacena en cuevas excavadas en el permafrost.  Los últimos estadounidenses que visitaron Kolimá en la Unión Soviética antes de la perestroika, fueron la tripulación del velero Nanook atrapado por el hielo, filmados por Merion Swenson, la hija de 18 años del propietario del Nanook, en agosto de 1929.  Los dos primeros estadounidenses que visitaron Kolimá tras la visita de Nanukove fueron el escritor Wallace Kaufman y la periodista Rebecca Clay, quienes viajaron en barco desde Zyryanka a Cabo Verde en agosto de 1991.  Kaufman y su hija Sylvan y la contadora pública Letty Collins Magdanz también viajaron a parte de Kolyma en agosto de 1992, los primeros visitantes estadounidenses desde el colapso de la Unión Soviética. Ambos viajes fueron organizados por el Centro de Ciencia e Industria del Noreste: Ecocenter para probar una ruta de ecoturismo que resultó poco práctica. En febrero de 2012, la revista Proceedings of the National Academy of Sciences informó que los científicos habían cultivado plantas a partir del fruto de Silene stenophylla , de 30.000 años de antigüedad, que había sido almacenado en madrigueras de ardillas cerca de las orillas del río Kolyma y preservado en permafrost.